# Убогу, Виктор
Виктор Эриакпо Убогу (англ. Victor Eriakpo Ubogu, родился 8 сентября 1964 года в Лагосе) — английский регбист нигерийского происхождения, известный по выступлениям на позиции столба за клуб «Бат» и сборную Англии.

## Биография

### Ранние годы
Родился в Лагосе. В Великобританию приехал в 1977 году. Учился в Западно-Баклендской школе в Девоне, окончил её с отличием и был награждён медалью Фортескью. Во время учёбы в школе играл за сборную Англии до 18 лет. Поступил в Бирмингемский университет на факультет химической инженерии, выступал за регбийный клуб «Мозли». Далее учился в Колледже Святой Анны при Оксфордском университете, играл за регбийный клуб университета.

### Игровая карьера
После окончания университета в 1990 году продолжил карьеру в клубе «Бат», с которым выиграл Кубок Хейнекен в сезоне 1997/1998, переиграв в финале французский клуб «Брив». Карьеру игрока завершил в 2000 году, успев выиграть чемпионат Англии шесть раз в составе клуба и ещё шесть раз кубок Англии.
17 октября 1992 года дебютировал в рядах сборной Англии в матче против Канады. В 24 тест-матчах и двух неофициальных играх занёс одну попытку и набрал 5 очков. Дважды участник чемпионатов мира по регби 1995 и 1999 годов, в 1995 году в ЮАР провёл 5 матчей, в 1999 году на поле не выходил. Участник Кубков пяти наций 1994, 1995 и 1999 годов. Последнюю игру провёл 26 июня 1999 года против Австралии.
На поле отличался силой и выносливостью, а также нехарактерной для столба скоростью. Отлично двигался с мячом, превосходя своих оппонентов на клубном уровне, но иногда в сборной не справлялся со своими визави.

### Достижения
- Чемпион Англии: 1989, 1991, 1992, 1993, 1994, 1996 («Бат»)
- Победитель Кубка Англии: 1989, 1990, 1992, 1994, 1995, 1996 («Бат»)
- Победитель Кубка Хейнекен: 1998 («Бат»)
- 4-е место на чемпионате мира (сборная Англии)

### Вне регби
В 2001 году участвовал в игровом шоу Blankety Blank на телеканале ITV. Убогу является владельцем сети спортивных баров «Shoeless Joe's». В 2004 году основал компанию VU Ltd, оказывающую услуги в сфере туризма, спорта и отдыха.